# Kašpar Hintermüller
Kašpar Hintermüller, po roce 1945 Kašpar Horský (4. ledna 1886 Kosov – 24. března 1949 Kosov)), byl československý politik a meziválečný poslanec Národního shromáždění za Československou stranu lidovou.

## Biografie
Profesí byl rolník. Za první světové války sloužil na východní frontě u Přemyšlu. Byl zajat a od roku 1917 se angažoval u Československých legií v Rusku, kde dosáhl hodnosti nadporučíka (později povýšen na štábního kapitána). Zažil boje legií a ústup přes Sibiř. Roku 1920 se vrátil domů. Podle údajů z roku 1935 bydlel ve vesnici Kosov.
V parlamentních volbách v roce 1925 byl zvolen za lidovce do Národního shromáždění. V parlamentních volbách v roce 1929 mandát neobhájil a do parlamentu se vrátil až v parlamentních volbách v roce 1935. Poslanecké křeslo si oficiálně podržel do formálního zrušení parlamentu roku 1939, přičemž krátce předtím ještě v prosinci 1938 přestoupil do nově vzniklé Strany národní jednoty.
Za německé okupace žil na své usedlosti a působil jako úředník na obecním úřadě. Po válce si změnil jméno na Horský, ale do politiky se již nevrátil. Zemřel na zánět slepého střeva v roce 1949.